# Abu Yaʿfar Ibn Saʿid
Abū Yaʿfar Aḥmad ibn ʿAbd al-Malik Ibn Saʿīd (Granada o Alcalá la Real, siglo XII - Málaga, 1163) fue un poeta y cortesano andalusí, amante de la poetisa Ḥafṣa bint al-Ḥājj ar-Rakūniyya.

## Biografía
Se dice que recibió clases, entre otros, del poeta del siglo XII Ibn Jafaya. Se desempeñó como un destacado secretario de la corte del gobernador almohade de Granada, Abū Saʿid ʿUthmān. Desafortunadamente para Abu Yafar, su poderoso jefe también se enamoró de Hafsa, y su posición en el triángulo amoroso resultante parece haberlo obligado a huir de Granada. Tras unirse a la rebelión de Muhámmad ibn Mardanís contra el gobierno de al-Muwaḥḥid en al-Ándalus, fue capturado y ejecutado en 1163.

## Obra
Un ejemplo de la poesía de Abū Yaʿfar, según la traducción de A.J. Arberry, es

«Vino, mi amor: 
¡Hola, tráela aquí, muchacho feliz!
Porque en su presencia está mi alegría,
Pero (¿acaso el amor necesita más pruebas?)
Me duele cuando ella permanece distante.
Hablo sobre el vino: cuando ella
Se va, el cuenco llora amargamente,
Pero cuando el espejo la contempla de cerca
Sonríe ampliamente de buen humor.»